# Neve Granot
Neve Granot (hebrejsky: נווה גרנות) je čtvrť v centrálním Jeruzalémě v Izraeli, nacházející se za Izraelským muzeem, s výhledem na klášter Svatého kříže. Pojmenovaná je po Avrahamu Granotovi, což byl sionistický aktivista a signatář izraelské deklarace nezávislosti, který se posléze stal ředitelem Židovského národního fondu. Ve čtvrti se nachází budova Schechterova institutu židovských studií, navržená izraelskou architektkou Adou Karmi, která je součástí nového kampusu.